# Милутин Вујичић
Милутин Вујичић (Подгорица, 8. март 2002), рођен као Милутин Остојић, српски је кошаркаш. Игра на позицијама плејмејкера и бека, а тренутно наступа за ФМП.

## Каријера

### Клупска
Вујичић је одрастао у Фочи. Члан Црвене звезде постао је још у пионирским данима и временом је прошао све узрасне категорије клуба.
У саставу сениорске екипе Звезде први пут се нашао на турниру Купа Радивоја Кораћа 2021, играном у Новом Саду. Наиме, црвено-бели су на тај турнир морали да отпутују у ослабљеном саставу, без петорице играча оболелих од ковида 19, па су због тога првом тиму прикључили двојицу јуниора — Вујичића и његовог саиграча Николу Шарановића. Вујичић је тада задужио дрес са бројем један, а први наступ за сениоре Звезде забележио је већ у четвртфиналу купа, на утакмици против крагујевачког клуба СПД Раднички. За нешто више од 11 минута на терену постигао је једну тројку, имао један скок и проследио три асистенције. Звезда је на том турниру стигла до јубиларног десетог трофеја у националном купу. На дуелу са Зенитом из Санкт Петербурга, одиграном 19. фебруара 2021, Вујичић се по први пут нашао у саставу црвено-белих на евролигашком мечу, тада већ са шестицом на дресу. Четири дана касније објављено је да је овај бек са Звездом потписао професионални четворогодишњи уговор.
Дана 27. августа 2021. године је потписао уговор са ФМП-ом.

## Успеси

### Клупски
- Црвена звезда:
  - Куп Радивоја Кораћа (1): 2021.